# Gainago
Gainago è una frazione del comune di Torrile, in provincia di Parma.
La località dista 6,69 km dal capoluogo.

## Geografia fisica
Gainago sorge in posizione pianeggiante alla quota di 29 m s.l.m., tra le campagne coltivate della Bassa parmense; la frazione è attraversata da sud a nord dal canale Naviglio.

## Storia
Il borgo fu fondato in epoca medievale; la più antica testimonianza della sua esistenza risale al 17 marzo 1144, quando la chiesa originaria di Gainaco fu menzionata in una bolla pontificia tra i numerosi beni di cui il papa Lucio II confermò il possesso all'abbazia di San Giovanni Evangelista di Parma.
Il centro abitato fu nominato anche nel 1187, in una bolla emanata dal papa Gregorio VIII a conferma della proprietà dei beni detenuti dal monastero di San Paolo di Parma in numerose località, tra cui Gainago.
Il territorio fu inondato da una piena del torrente Parma nel 1284 e fu in gran parte bonificato dai benedettini di San Giovanni, su iniziativa del cardinale Gerardo Bianchi, nativo di Gainago; inoltre nel 1298 il prelato, in occasione della fondazione dell'abbazia di Valserena di Paradigna, trasferì lo jus plebanale dell'antica pieve di San Martino dei Bocci alla chiesa di San Giovanni Battista di Gainago, che fece completamente ricostruire su un impianto basilicale a tre navate.
Nel 1315, a causa di fortissime piogge, il torrente straripò a monte di Parma, inondò la città e le campagne circostanti e raggiunse Gainago, attraversando Paradigna e Pizzolese e provocando ovunque numerose vittime e devastazioni.
Nel 1403, durante gli scontri che contrapposero i Rossi e i Terzi, gli uomini inviati da questi ultimi, provenienti da Colorno, depredarono Gainago, Castelnovo, Sant'Andrea e Pietrabaldana.
Nel 1420 Castelnovo, Paradigna, San Martino, Gainago e altre località dei dintorni furono saccheggiate dalle truppe di Niccolò Guerriero, Guido Torelli e Cecco da Montagnana, nel tentativo di restituire Parma, conquistata nel 1409 dal marchese di Ferrara Niccolò III d'Este, al duca di Milano Filippo Maria Visconti.
Nel 1448 gli uomini del marchese di Ferrara Leonello d'Este depredarono i borghi di Fognano, Roncopascolo e Gainago.
Nei secoli seguenti Gainago fu interessata da altre alluvioni, l'ultima delle quali, avvenuta nel 1777, determinò la formazione di alcune risaie; su impulso del podestà di Torrile Ferdinando Rossi, la completa bonifica del territorio fu conclusa agli inizi del XIX secolo dalle cinque famiglie nobili proprietarie dei terreni in zona.

## Monumenti e luoghi d'interesse

### Pieve di San Giovanni Battista

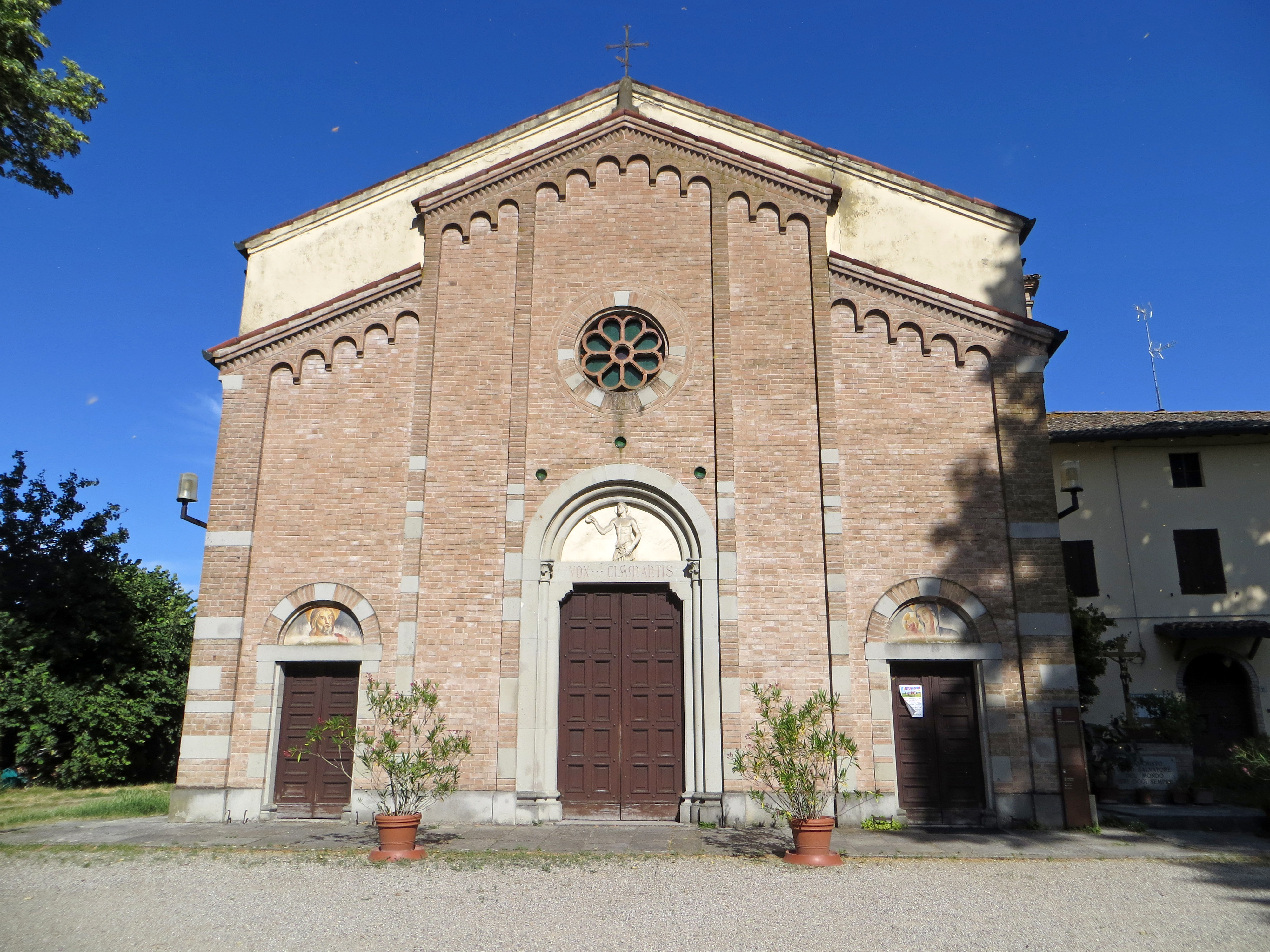
Pieve di San Giovanni Battista

Menzionata per la prima volta nel 1144 tra le dipendenze dell'abbazia di San Giovanni Evangelista di Parma, la cappella originaria di Gainago ottenne lo jus plebanale nel 1298, grazie all'intervento del cardinale Gerardo Bianchi, che negli anni seguenti la fece ricostruire in forme romaniche su un impianto basilicale; radicalmente modificata in stile neoclassico nel 1744, fu ristrutturata tra il 1930 e il 1932, realizzando anche una nuova facciata neoromanica. L'edificio, sviluppato su una pianta a tre navate affiancate da una cappella per lato, presenta un prospetto a salienti in mattoni e pietre, con tre portali d'ingresso sormontati da lunette; del tempio originario si conservano tre monofore strombate e una formella in terracotta sul lato sinistro, oltre a due absidi sul retro; all'interno la navata centrale è divisa da quelle laterali da ampie arcate a tutto sesto, rette da alti pilastri; di pregio risultano i lacerti di affreschi riaffiorati durante i restauri novecenteschi, risalenti al XIII secolo nella navatella destra e al XVI secolo nell'abside sinistra, ove furono eseguiti probabilmente da Alessandro Araldi.

### Villa Balduino Serra

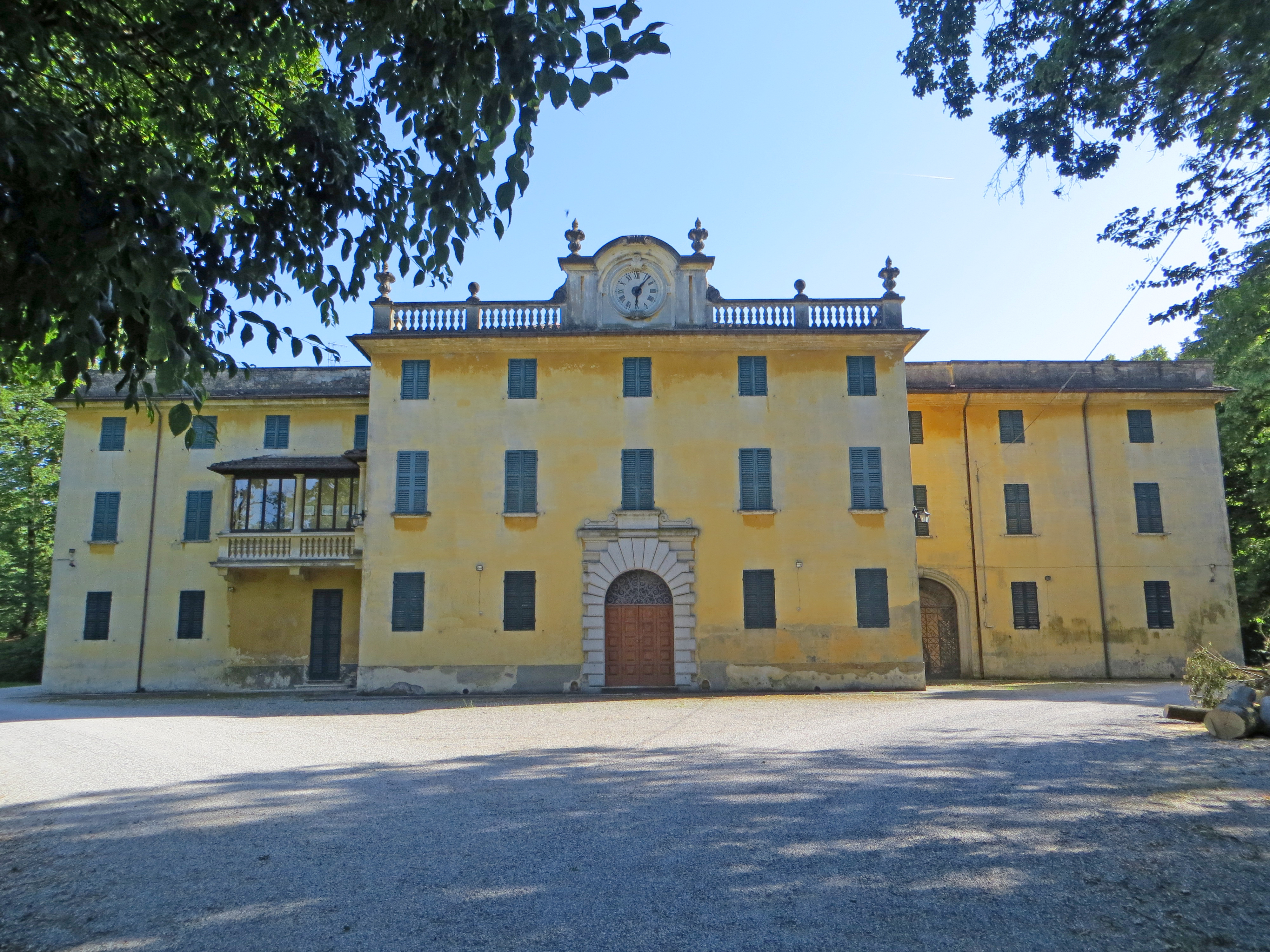
Villa Balduino Serra

Costruita probabilmente agli inizi del XVIII secolo per volere dei conti Cantelli sul luogo di un precedente fabbricato, la villa, unitamente alla vasta tenuta agricola circostante, fu alienata nel 1884 all'armatore genovese Giuseppe Balduino, che negli anni seguenti apportò numerose modifiche al fabbricato; ereditata dal figlio Domenico, passò in seguito alla figlia Emilia, moglie del marchese Giovanni Serra, indi ai suoi discendenti. La struttura, sviluppata su una pianta a U, si eleva su tre piani principali fuori terra e presenta una lunga facciata suddivisa in tre corpi, di cui quello centrale, in aggetto, coronato nel mezzo da un alto frontone mistilineo contenente un grande orologio; sul retro il cortile è affiancato a est e a ovest da due porticati coronati da terrazze; all'interno sono presenti numerose sale. Intorno si sviluppa il grande parco, riccamente piantumato con alberi d'alto fusto; a nord-ovest si conserva il rifugio antiaereo in calcestruzzo armato, costruito dall'esercito nazista che occupò la villa durante la seconda guerra mondiale. A sud-ovest sorge l'edificio duecentesco noto come la Torrazza, ove nacque nel XIII secolo il cardinale Gerardo Bianchi; la struttura, dominata da una torre, fu ristrutturata intorno al 1930 in stile neomedievale da Domenico Balduino.

### Villa Stasi

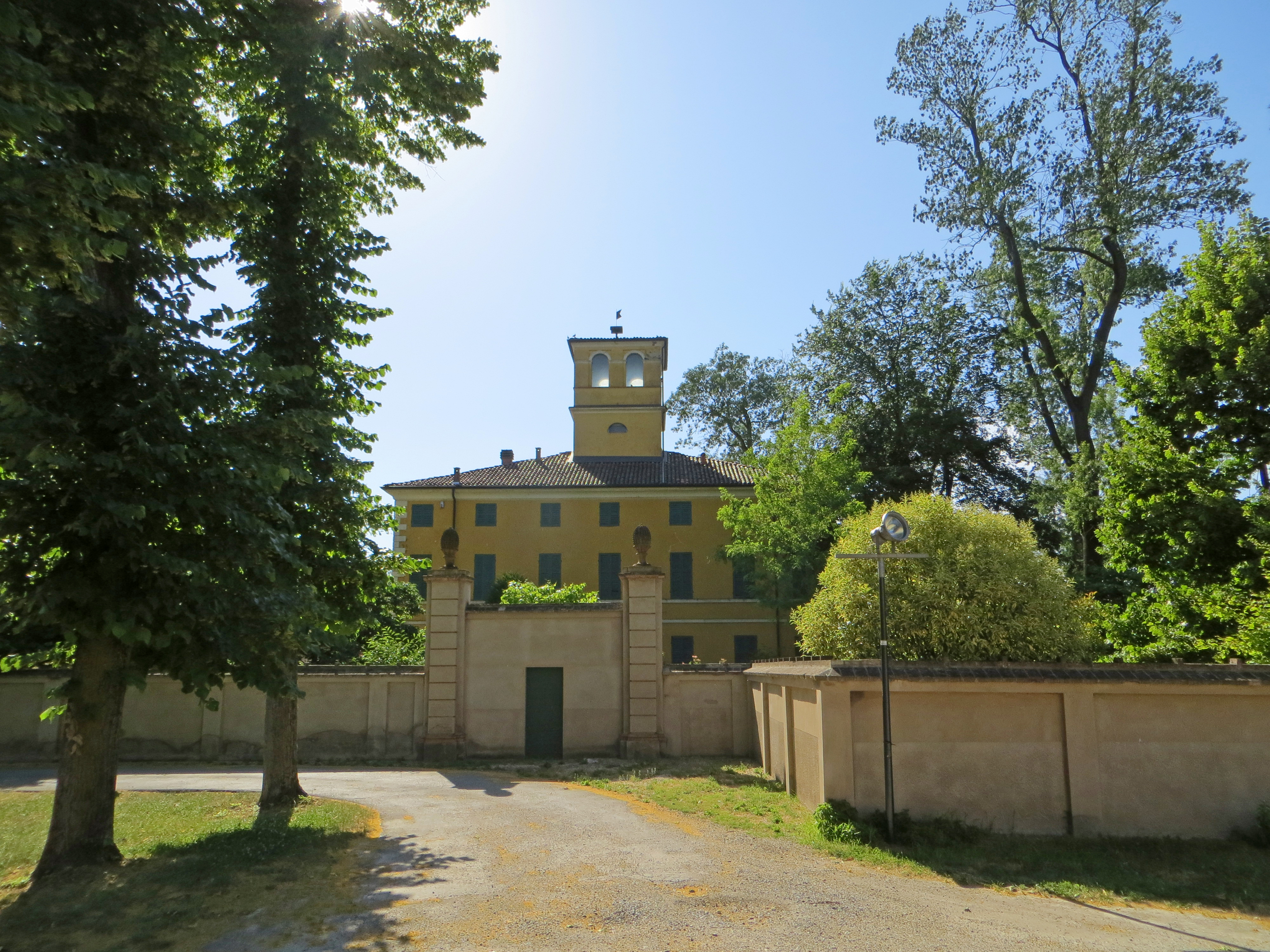
Villa Stasi

Edificata alla fine del XVIII secolo dal nobile Ferdinando Rossi, la villa neoclassica passò nel 1850 ai figli Maria Amalia e Massimiliano, che nei vent'anni in cui fu sindaco di Torrile la destinò a sede municipale; ereditata nel 1892 da Attilio, figlio di Massimiliano, fu trasmessa alla sua morte alla figlia Maria, moglie di Angelo Stasi, indi nel 1948 alle figlie Nenè e Bianca. L'edificio, sviluppato su una pianta rettangolare, si eleva su tre livelli principali fuori terra; la simmetrica facciata presenta nel mezzo l'ampio portale d'ingresso ad arco a tutto sesto; a coronamento del fabbricato si erge nel mezzo del tetto un'alta torretta, illuminata sulle quattro fronti da coppie di monofore ad arco; all'interno si accede all'androne coperto da una volta a botte, indi all'atrio posteriore a pianta ellittica, decorato sulla cupola con dipinti del 1820 in stile pompeiano; al primo piano l'ambiente centrale e la sala del biliardo sono ornati sulle pareti con dipinti raffiguranti una serie di colonne corinzie. Intorno si sviluppa il parco; la corte d'ingresso, con aiuola centrale, è simmetricamente affiancata da due edifici di servizio, coperti da tetti a capanna.